# 体育地理学
体育地理学是以体育视角审视客观自然条件（如山川湖泊、平原旷野）、季节变化与体育之间的关系的一门学科。体育地理学是一门年轻的学科，长期被人忽视，至到20世纪七、八十年代，才被美国人涉及这一领域的研究。

## 发展简史
体育在某些方面具有地理学的基本特征，但长期以来，人们没有将它作为一项严肃的地理学课题来研究，只把它作为一种附带的现象加以对待。直到20世纪60年代才陆续有相关的论文出现。70年代以来，美国每年召开一次有关体育地理的学术会议，有体育地理的章节也被列入美国的文化地理课本中。70年代中期(1976年)美国作家詹姆斯•麦切纳明确表示，其著作是体育地理的作品，在他的经典著作《美国体育》中对广阔领域的体育学术研究是最能引起人们关注的内容。1982年出版了贝勒的第一部体育地理学著作《体育与地点》，1986年在美国开始发行由罗雷（Rooney）主编的刊物《体育场所：一本国际性的体育地理杂志》（Sports Place: An International Journal Of Sports Geography），标志着体育地理学的正式诞生，1989年，贝勒再次出版另一部具有体育地理学里程碑式的著作《体育地理学》。

## 体育文化空间形态的地理学解释
1975年，美国俄克拉何马州立大学罗雷(John Rooney)提出的概念体系，其概念框架如下：
| 体育文化空间形态的地理学解释框架 John Rooney, 1975.   |                           |                                         |
| 时间 │ │体 景│育 观│的 │技 变│术 化│变 │化 │ ↓ 区域化 | 体育运动雏形              | 体育项目的创立                          |
| 时间 │ │体 景│育 观│的 │技 变│术 化│变 │化 │ ↓ 区域化 | ↓                         | ↓                                       |
| 时间 │ │体 景│育 观│的 │技 变│术 化│变 │化 │ ↓ 区域化 | 起源地                    | 重要性和引起关注程度的排序              |
| 时间 │ │体 景│育 观│的 │技 变│术 化│变 │化 │ ↓ 区域化 | ↓                         | ↓                                       |
| 时间 │ │体 景│育 观│的 │技 变│术 化│变 │化 │ ↓ 区域化 | 扩散                      | 体育空间组织分析                        |
| 时间 │ │体 景│育 观│的 │技 变│术 化│变 │化 │ ↓ 区域化 | ↓                         | ↓                                       |
| 时间 │ │体 景│育 观│的 │技 变│术 化│变 │化 │ ↓ 区域化 | 空间组织 ↓ ↑ 空间相互作用 | 与体育相联系的内外部 空间相互作用的分析 |
| 时间 │ │体 景│育 观│的 │技 变│术 化│变 │化 │ ↓ 区域化 | 空间组织 ↓ ↑ 空间相互作用 | ↓                                       |
| 时间 │ │体 景│育 观│的 │技 变│术 化│变 │化 │ ↓ 区域化 | ↓                         | 体育对景观的影响评价                    |
| 时间 │ │体 景│育 观│的 │技 变│术 化│变 │化 │ ↓ 区域化 | ↓                         | ↓                                       |
| 时间 │ │体 景│育 观│的 │技 变│术 化│变 │化 │ ↓ 区域化 | 区域化                    | 空间重组和规范                          |

## 中文版本
- 《体育地理学》 9787308163880：林凤蕾 编著 杭州，浙江大学出版社，第1版 (2017年1月1日)